# Енгелберт II фон Марк
Енгелберт II фон Марк (на немски: Engelbert II von der Mark; † 18 юли 1328) от Дом Ламарк, е граф на Марк от 1308 г. и граф на Аренберг през 1299 – 1328 г.

## Живот
Той е син на граф Еберхард I фон Марк (1277 – 1308) и първата му съпруга Ирмгард фон Берг († 24 март 1294), дъщеря на херцог Адолф IV (Берг) и Маргарета фон Хохщаден. Брат му Адолф II (1288 – 1344) е от 1313 г. княз-епископ на Лиеж.
Граф Енгелберт II помага на развитието на Бохум. Той е наследен в Графство Марк от сина му Адолф II, а в Графство Аренберг от синаа му Еберхард I фон Марк-Аренберг.

## Деца
Енгелберт II се жени на 25 януари 1299 г. за Матхилд/Матхилде († 18 март 1328), от фамилията Аренберги, дъщеря и наследничка на граф Йохан фон Аренберг (1267 – 1280) и Катарина фон Юлих († сл. 1287). Те имат 8 деца:
- Адолф II († 1347), граф на Марк
- Енгелберт III († 1368), архиепископ на Кьолн (1364 – 1368)
- Еберхард I († 1387), граф на Аренберг
- Матилда († 1327), омъжена за Готфрид III фон Сайн († 1327)
- Ирмгарда († 1360), омъжена ок. 1323 г. за Ото фон Липе († ок. 1360)
- Катерина († 1360), абатиса на Есен
- Маргарита, абатиса на Юбервасер
- Рикарда (Карда)/Рихардис († сл. 1384/1388), омъжена I. за Йохан фон Бланкенхайм († 1343), II. 1344 г. за Бернхард V фон Липе († пр. 1365)